# 名語記
名語記（みょうごき）は、鎌倉時代に作られた語源辞書である。
稲荷山真言宗の経尊著。初稿6巻本は文永5年(1268年)成立。増補の10巻本は建治元年（1275年）に北条実時に献上された。主に鎌倉時代の口語を音節数によって分類、いろは順に配列して、片仮名漢字まじり文の問答体で語源の説明を記したもの。「名」は体言、「語」は用言をさす。現在本は著者自筆本で、巻1を欠く。